# Mohamed Ali Zorgui
Mohamed Ali Zorgui (arab. محمد علي الزرقي ;ur. 19 lutego 2003) – tunezyjski zapaśnik walczący w stylu wolnym. Srebrny medalista mistrzostw Afryki w 2023 i brązowy w 2022. Brązowy medalista igrzysk panarabskich w 2023. Mistrz Afryki juniorów w 2022 i drugi w 2023. Wicemistrz Afryki kadetów w 2019 i 2020 roku.